# マンハッタンボヤ
マンハッタンボヤ（Molgula manhattensis）は、脊索動物門・ホヤ綱に分類されるホヤの一種。

## 分布
北大西洋が原産地とされるが、オーストラリア、中国、北アメリカ西岸、ブラジル、ヨーロッパ（イギリス、ポルトガル、オランダ、ベルギー、フランス、ドイツ、ノルウェー）沿岸の海域に広く定着している。
日本では1972年に初めて記録され、現在では東京都、静岡県、愛知県、大阪府、兵庫県、愛媛県、福岡県で確認されている。

## 特徴
直径約4cmの単体性のホヤ。
河口域や港湾に生息し、人工構造物に固着する。